# Видне (Вяземський район)
Ви́дне (рос. Видное) — село у складі Вяземського району Хабаровського краю, Росія. Адміністративний центр та єдиний населений пункт Видненського сільського поселення.

## Населення
Населення — 132 особи (2010; 147 у 2002).
Національний склад (станом на 2002 рік):
- росіяни — 85 %